# Stefan Just
Stefan Just (ur. 1905 w Rozomyśli, zm. 22 września 1977 w Łodzi) – polski malarz, laureat pierwszego plebiscytu na Łodzianina Roku (1968).

## Życiorys
Just studiował w Akademii Sztuk Pięknych w Warszawie, gdzie uczył się pod kierunkiem Tadeusza Pruszkowskiego i Felicjana Szczęsnego Kowarskiego. Jeszcze przed II wojną światową wystawiał swoje prace m.in. w: „Zachęcie” i Instytucie Propagandy Sztuki. Uczył rysunku w warszawskich szkołach, a po 1945 w szkołach w Łodzi. Do jego uczniów należeli m.in.: Jerzy Ćwiertnia i Rafał Pomorski. Po II wojnie światowej Just uczestniczył w wędrówce po ziemi łódzkiej wraz z etnografami. Towarzysząc im malował stroje regionalne, chłopów i wiejskie kobiety w strojach ludowych i elementy kultury materialnej.

### Życie prywatne

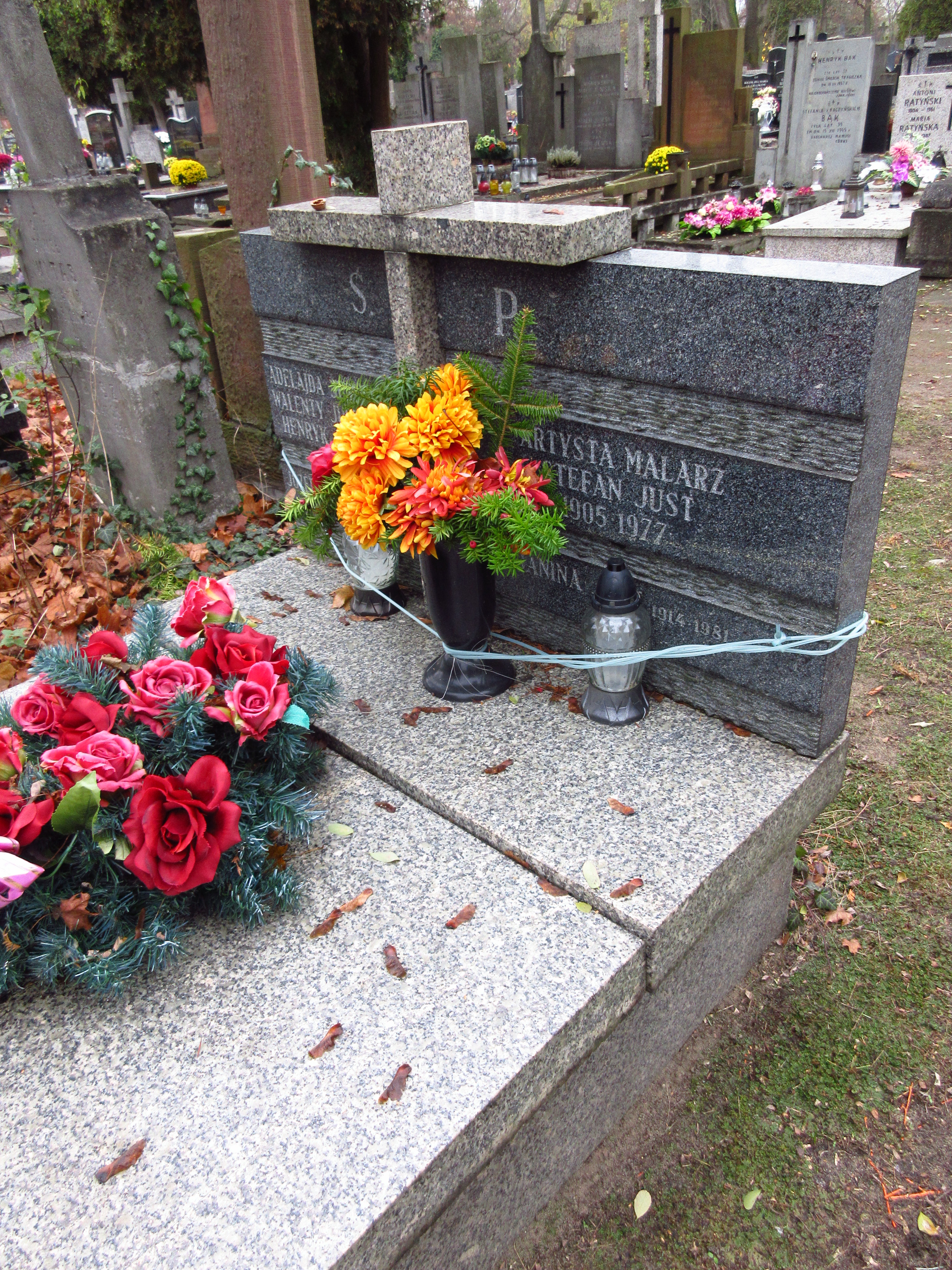
Grób Stefana Justa na Cmentarzu Bródnowskim.

Był synem Józefa Justa i Marianny Domagalskiej. Został pochowany na cmentarzu Bródno w Warszawie w grobie rodzinnym (kwatera 52C-5-32).

## Twórczość
Just był autorem scen rodzajowych, portretów, pejzaży. Malował je farbami olejnymi, akwarelami, gwaszem, a także szkice wykonywane ołówkiem. Był także autorem drzeworytów o tematyce religijnej. Ponadto Just tworzył figurki ubrane w stroje ludowe, szczególnie związane z regionem rawsko-opoczyńskim, które wykonywał w latach 1945–1949.
Jego prace znajdują się m.in. w muzeum w Tomaszowie Mazowieckim i Muzeum Regionalnym w Opocznie.

## Odznaczenia
- Medal 10-lecia PRL
- Złota Odznaka ZPAP[2]
- Łodzianin Roku (1968)[5]